# Stefan Pawlicki
Stefan Zachariasz Pawlicki (ur. 2 września 1839 w Gdańsku, zm. 28 kwietnia 1916 w Krakowie) – ksiądz katolicki, zmartwychwstaniec (CR), profesor, filozof i historyk filozofii, teolog, psycholog, etyk, logik, rektor Uniwersytetu Jagiellońskiego. Prekursor naukowej apologetyki w Polsce.

## Życiorys
Pochodził z rodziny kupieckiej. Początkowo kształcił się w Gdańsku, później, po przeniesieniu się rodziny do Wielkopolski, w Pleszewie. W wieku trzynastu lat stracił rodziców podczas epidemii. Ukończył pleszewskie progimnazjum dzięki pomocy miejscowego proboszcza, księdza Basińskiego. Naukę kontynuował w latach 1853–1858 w Królewskim Katolickim Gimnazjum w Ostrowie, dzięki stypendium otrzymanemu od Jana Działyńskiego z Kórnika. Na egzaminie maturalnym w 1858 roku zwolniony był, jako jeden z najlepszych uczniów, z części ustnej. Podczas rozdawania świadectw wygłosił mowę pt. De vita et scriptis Sarbievii Poloni.
W latach 1858–1862 studiował filologię klasyczną na Uniwersytecie Wrocławskim. We Wrocławiu był sekretarzem i prezesem Towarzystwa Literacko-Słowiańskiego. W 1862 roku opuścił Wrocław bez uzyskania stopnia akademickiego. W latach 1862–1864 był w Rogalinie guwernerem Edwarda Aleksandra Raczyńskiego. Od 1864 studiował na Wydziale Filozofii na Uniwersytecie Wrocławskim. Równolegle uczęszczał też na wykłady z psychologii i logiki. W 1865 roku obronił pracę doktorską De Schopenhaueri doctrina et philosophandi ratione – pionierską wówczas rozprawę na temat myśli Arthura Schopenhauera.
W 1866 roku uzyskał za rozprawę Szkoła Eleatów docenturę w Szkole Głównej w Warszawie. Wykładał tam do roku 1868 na Wydziale Filologiczno-Historycznym historię filozofii. Prowadził też w Warszawie otwarte wykłady dla inteligencji. W 1868 został członkiem redakcji Biblioteki Warszawskiej, na łamach której publikował recenzje teatralne i literackie.
W Warszawie pod wpływem założyciela i przełożonego generalnego Zgromadzenia Księży Zmartwychwstania Pańskiego, księdza Piotra Semenenki dokonuje się w nim przełom duchowy. W 1868 roku wyjechał do Rzymu i wstąpił do nowicjatu zmartwychwstańców. W 1872 roku przyjął w bazylice św. Jana na Lateranie święcenia kapłańskie.
W 1869 roku rozpoczął studia filozofii chrześcijańskiej i teologii w jezuickim Collegium Romanum. W 1873 roku obronił doktorat z teologii na temat Tajemnica Trójcy Świętej. W tym samym roku został Wicerektorem Kolegium Polskiego w Rzymie. W 1887 próbował uzyskać katedrę filozofii na Uniwersytecie Jagiellońskim w Krakowie. Jego starania zakończyły się niepowodzeniem, pozostał w Rzymie i został powołany przez papieża Piusa IX na wykładowcę Accademia di Religione Cattolica.
W 1882 roku uzyskał profesurę na Wydziale Teologicznym krakowskiego uniwersytetu. Jego przybycie Leon XIII zapowiedział słowami: Magnum lumen vobis mitto (Posyłam wam wielkie światło). Na konsystorzu, który odbył się 10 listopada 1884 papież pragnął wynieść ks. Pawlickiego do godności kardynała, jednakże ten odmówił. W 1884 wybrany został członkiem korespondentem Wydziału Historyczno-Filozoficznego Akademii Umiejętności, a w 1891 jej członkiem czynnym. W 1894 przeszedł na Wydział Filozoficzny Uniwersytetu Jagiellońskiego. W latach 1888–1889 oraz 1892-1893 dziekan Wydziału Teologicznego krakowskiego uniwersytetu. W roku akademickim 1905-1906 pełnił funkcję rektora w tejże uczelni. Przeszedł na emeryturę w 1910 wykładając potem na uczelni jako profesor honorowy.
Obdarzony poczuciem humoru, niezwykle lubiany jako wykładowca, uchodził za profesora posiadającego wielką wiedzę i erudycję oraz umiejętność dzielenia się nią z innymi, tytułowany ozdobą Uniwersytetu i legendą Krakowa.
Po przejściu na emeryturę prowadził wykłady z filozofii na Kursach Wyższych dla Kobiet im. Adriana Baranieckiego. Od 1911 roku przewodniczył Komisji Historii Filozofii Polskiej. Był członkiem Towarzystwa Filozoficznego w Krakowie i Polskiego Towarzystwa Filozoficznego we Lwowie. Należał ponadto do szeregu włoskich i niemieckich towarzystw naukowych. Brał udział w zjazdach filozofów i wygłaszał na nich odczyty.
Pochowany na cmentarzu Rakowickim w Krakowie (kwatera O, zach.). Bogaty księgozbiór zapisał Bibliotece Jagiellońskiej.

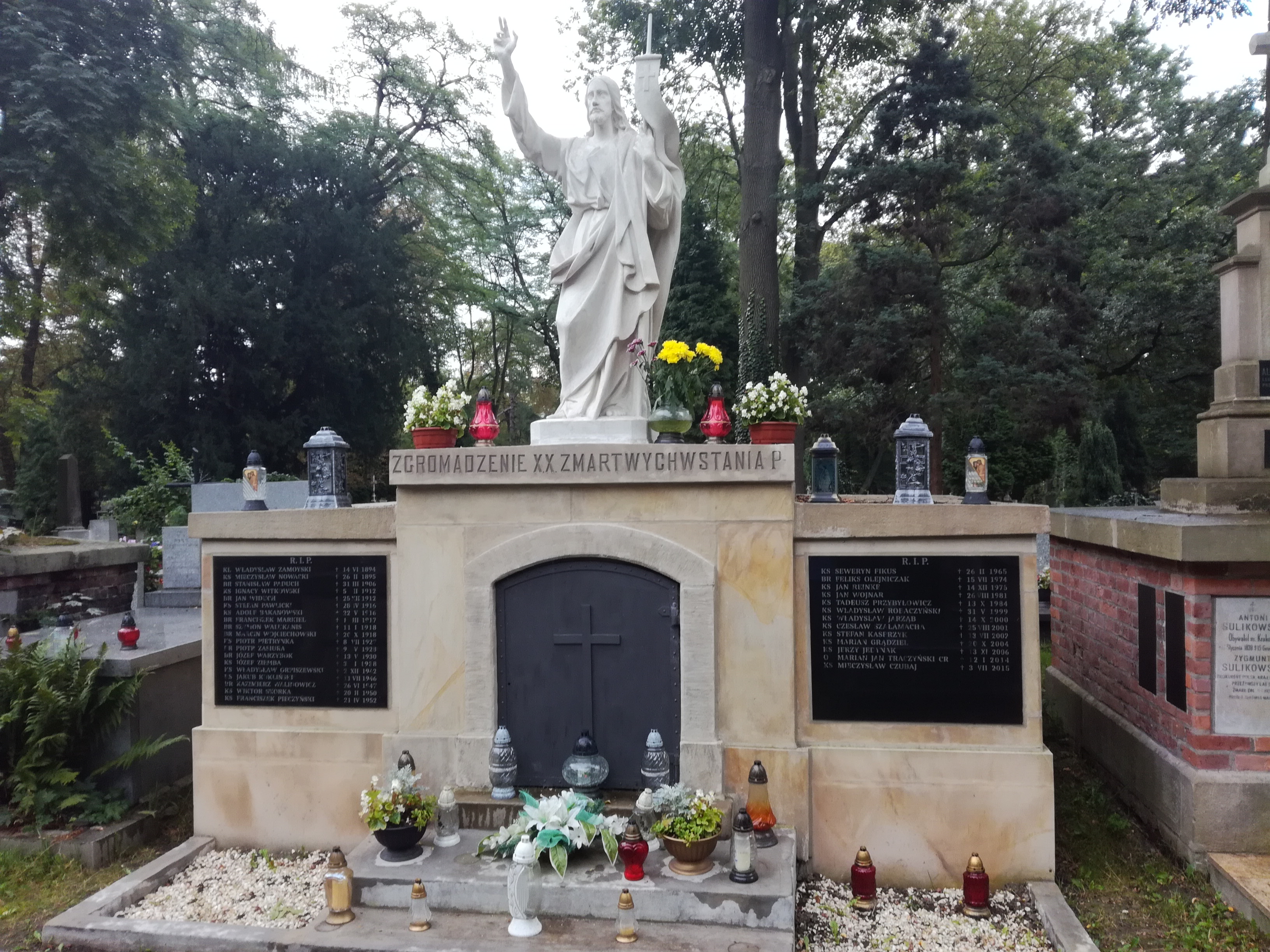
Grobowiec księży zmartwychwstańców na cmentarzu Rakowickim

Uhonorowany w Krakowie ulicą jego imienia.

## Poglądy
Zajmował się głównie historią filozofii, stąd też nie stworzył szkoły filozoficznej. Filozofia była dla profesora Pawlickiego Sztuką życia i przeglądem różnorodnych aspektów świata, różnorodnych pomysłów, jak można patrzeć na świat. Istotę filozofii według Pawlickiego określa jej historia oraz stosunek do nauk szczegółowych, których wyniki filozofia uogólnia. W stosunku do różnych systemów filozoficznych zajmował stanowisko liberalne twierdząc, że ich sprzeczność jest tylko pozorna, ponieważ każdy z nich uchwycił inny promień prawdy. Stanowisko mediatorskie zajmował także w stosunku do dylematu idealizm-realizm. Dążył do stworzenia nowego systematu o nowej metodzie filozoficznej, biorąc za punkt wyjścia człowieka. Miała to być metoda psychologiczna, ale szerzej pojęta niż u Kartezjusza i Kanta – Pawlicki domagał się również uwzględnienia strony uczuciowej człowieka, oraz jego więzi społecznej.

## Wybrane publikacje
- Historia filozofii greckiej od Talesa do śmierci Arystotelesa, t.I 1890[4], t.II 1903[5], nieukończona
- Wiktor Cousin, 1867
- O początkach chrześcijaństwa, 1884[6]
- Pozytywizm (Studia nad pozytywizmem), 1886[7]
- Renan, 1896[8]
- Filozofia Fouillé'go, 1899
- Materializm (Materializm wobec nauki), 1870[9]
- Darwinizm, 1876
- Mózg i dusza, 1874[10]
- Kilka uwag o podstawach i granicach filozofii, 1878[11]
- Lassale i przyszłość socjalizmu
- Żywot i dzieła Ernesta Renana[12]